# ダイハツ・オプティ
オプティ（Opti）とは、ダイハツ工業でかつて生産・販売されていた軽自動車である。

## 概要
当時のダイハツの看板車種であったミラの上級車種として登場。初代の外見イメージは、スバル360のFF版に近かった。ただしリヤシートのヘッドクリアランスが足りないという欠点が有った。初代モデルは若い女性を中心に、2代目モデルの「エアロダウンビークス」（のちの「ビークスS」）の5速MTモデルは若い男性を中心にそれぞれ人気を博していた。
ボディタイプは、初代が3ドア、および5ドアのハッチバックセダンタイプ。2代目は独立したトランクルームを持つノッチバックの4ドアハードトップセダン（もしくは4ドアクーペ）のみの設定。軽自動車で本格的なリアトランク付のノッチバックセダンといえる車種は1966年から1970年まで販売されていた初代フェローセダン（L37S型）以来、28年ぶりとなった。

## 初代 L300S/310S型（1992年 - 1998年）
L300S - FF
L310S - 4WD　
- 1992年（平成4年）
  - 1月 - リーザの後継車として登場。「超・ラブリー」をキーワードとしたコンセプトは、丸みを強調したキュートなスタイルで、特に女性を中心に人気があった。錆対策や静粛性の追求などの本格的な作りこみで、当時の軽自動車の中では高級感のあるパーソナルカーであった。変速機は3/4速ATと5速MTの設定があり、駆動方式は、FFのみ。エンジンはEF-KL型3気筒6バルブEFI（42馬力）とEF-EL型3気筒12バルブEFI（55馬力）の2種類。電動キャンバストップ装着車も設定される。
    - 発売に先がけ、前年1991年の東京モーターショーにプロトタイプが「X-409」の名前で出展されていた。

  - 9月 - フルタイム4WD車を追加。当初はパワーウインドウ標準装備であったが、レス仕様も追加。
  - 12月 - MOMO製ステアリング、13インチアルミホイールなどを装備した、特別限定車「クラブスポーツ」を発売。
- 1993年（平成5年）8月 - 5ドア車を追加。既存3ドア車は一部変更でエアコンの代替フロン化/サイドのoptiのストライプはオプション化/キャンバストップは3ドアAxにメーカーオプション化。3ドア車のクォーターウインドゥは固定式（ハメ殺し）となる。EF-KLエンジン搭載のお買い得グレード「ピコ」を追加。ただし、ピコの5ドアは、パワーウィンドウレス仕様である。[注釈 2]
- 1994年（平成6年）5月 - MOMO製ステアリング、13インチアルミホイールを装備した、特別仕様車「ピコS」発売。3ドア[注釈 3]のFFのみの設定で、ATが3速から4速になっている。
- 1995年（平成7年）
  - 2月 - マイナーチェンジ。エンジンフード右前のOptiデカールが、立体エンブレムとなり、フード中央に移動する。特別仕様車としてルーフスポイラーを装備した「パルコ」を追加。
  - 10月 - DOHC12バルブエンジンのEF-ZLエンジン搭載車を追加。既存のEF-ELと入れ替え。3ドアのキャンバストップ仕様は廃止。DOHCエンジン搭載のピコ・リミテッドを追加。
- 1996年（平成8年）5月 ‐ レトロ風デザインの「クラシック」シリーズを追加。同様コンセプトの競合車に比べて違和感が少なく、まとまりの良い外観と、ライトブラウンのプロテインレザーシートによる内装が特徴で、モデルライフ後半の人気グレードとなる。クラシックのエンジンは3ドア車がEF-KL、5ドア車がEF-ZLをそれぞれ搭載。既存グレードは運転席エアバッグを標準装備。
- 1997年（平成9年）
  - 5月 - マイナーチェンジ。既存グレードはフロントバンバーとテールランプのデザインを変更。クラシックはフロントグリルとホイールキャップのデザインを変更し、ボンネットの「Classic」エンブレムを廃止した。
  - 8月 -「クラブスポルト」の名が復活。前回とは趣の異なるイタリアンクラシックテイストのフロントマスクとなる。ルーフエンドスポイラー、ルーフアンテナ、専用ストライプ、黒またはグレーのプロテインレザーシートなどを装備。FF、4WD共に3ドアのみ。
  - 12月 - 特別仕様車「パルコクラシック」を発売。
- 1998年（平成10年）
  - 10月[1] - 軽自動車規格改正を機に生産終了。在庫対応分のみの販売となる。
  - 11月[2] - 新規格に対応した2代目と入れ替わる形で販売終了。「クラシック」の客層はミラジーノが受け皿となる[注釈 4]。

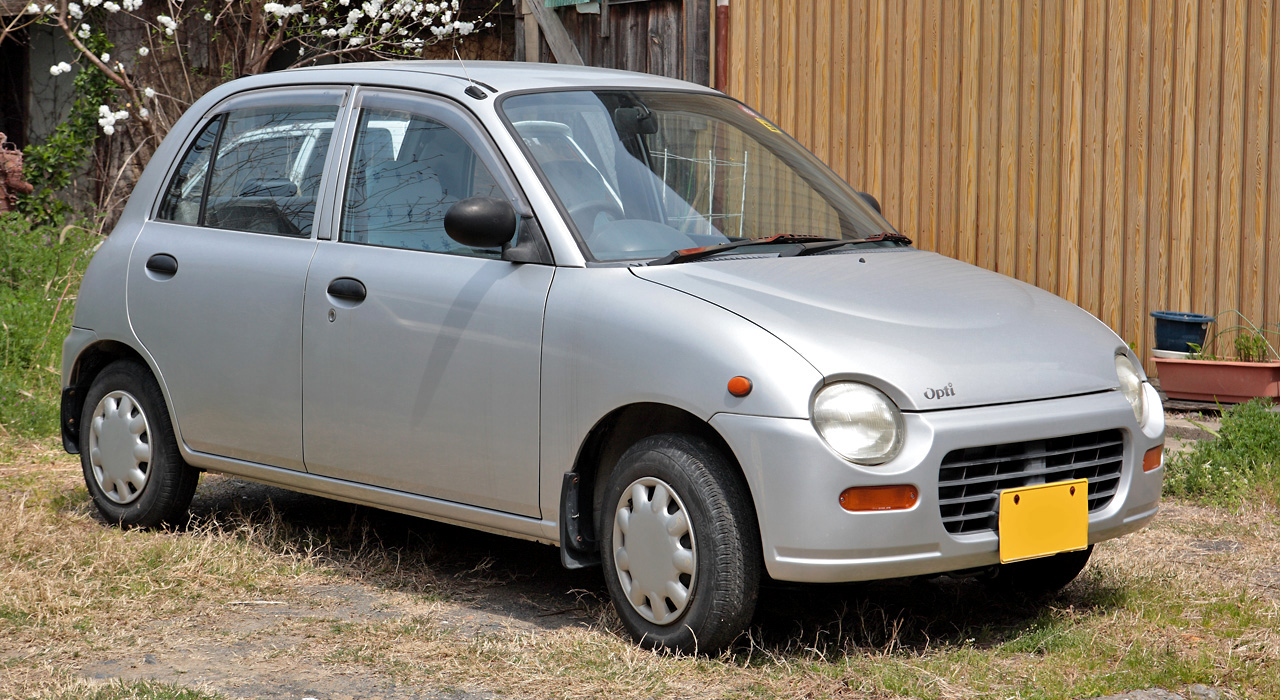
前期型 5ドア フロント
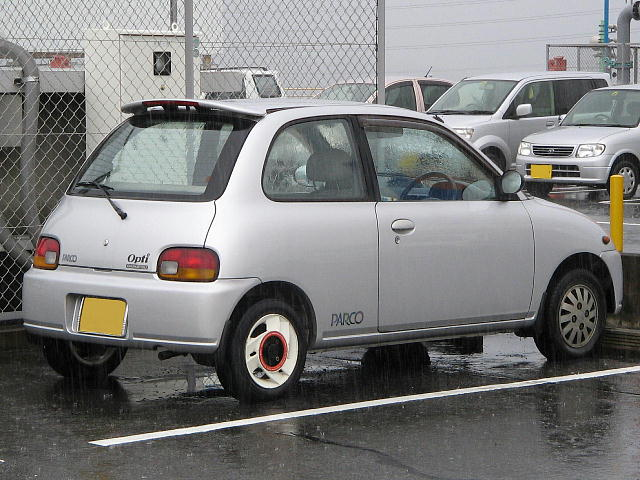
1995年販売型 パルコ リア
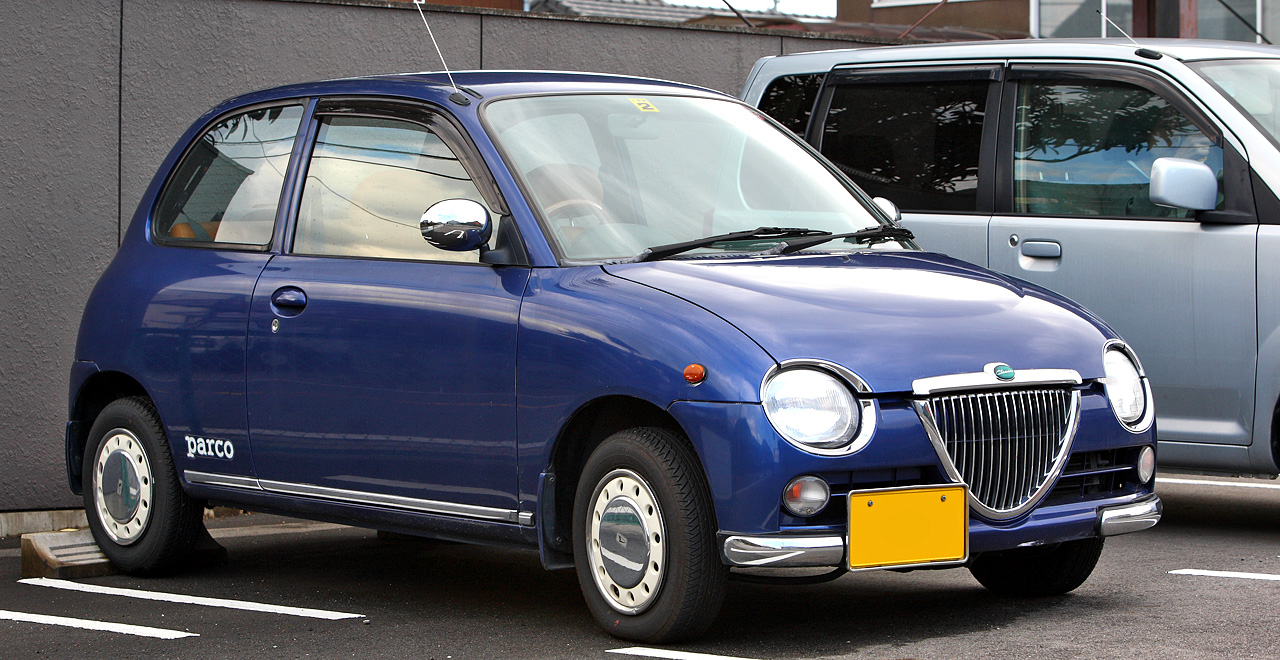
クラシック パルコ フロント
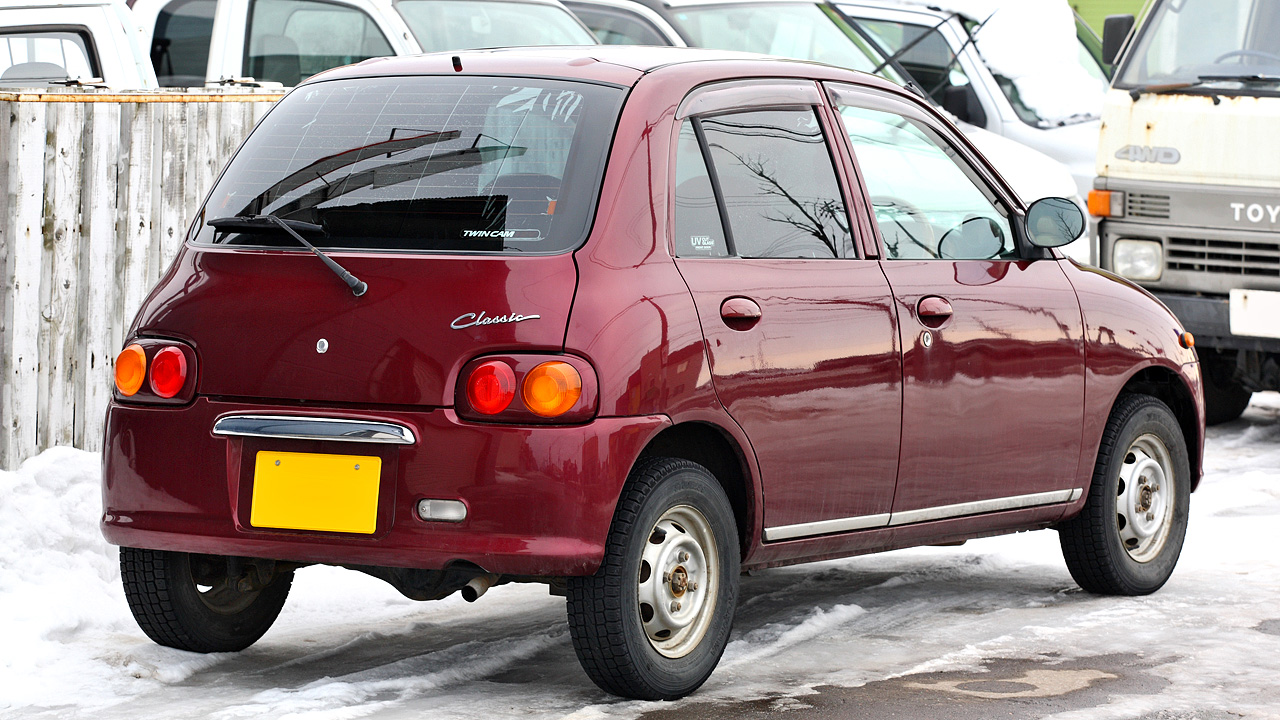
クラシック リア

## 2代目 L800S/802S/810S型（1998年 - 2002年）
L800S - FF
L802S - エアロダウンビークスFF
L810S - 4WD　
- 1998年（平成10年）11月30日 - デビュー。
  - 短いリアデッキに独立したトランクルームを持つ、ショートノッチバックの4ドアピラードハードトップセダンとなった。軽自動車史上、ノッチバックスタイルの4ドアハードトップセダン[注釈 5]はこのモデルが唯一である。
  - ラインナップは、親しみやすい異形丸形2灯式ヘッドランプを持った基本モデルの「CL」（エンジンは3気筒SOHC6バルブ：45ps）および「CX」（同3気筒DOHC12バルブ：58ps）と、小径フォグランプを装備して異形丸形4灯式ランプを持ったスポーティーモデルの「ビークス」（エンジンはCXと共通）および13インチアルミホイールと、-25mmのローダウンサスペンションを装備した「エアロダウンビークス」（同FF車用・4気筒DOHC16バルブターボ：64ps、4WD車用・3気筒DOHC12バルブターボ：64ps）。変速機は3速および4速ATと5速MT。駆動方式はFFと4WDの2種類。また、安全装備として軽自動車では初めて横滑り防止機構（DVS）をムーヴと共に採用した（FF・4気筒・4速AT車にオプション設定）。
  - 2代目の特徴は、1998年以降に実施されたボディサイズの規格が改正された後の660ccの軽自動車としては珍しい本格的なトランクが装備されていることである。ただ、同じ名前でも、ある程度のヒット車種となった初代とは全く異なり、かなり個性的で全く趣の違う車体となったことで売れ行きは芳しいものではなかった。それでもビークスは当然やや高価ではあったが前述のとおり個性的なルックスとスポーティなターボと相まってCLやCXよりも販売実績は上であった。
- 1999年（平成11年）6月 - リアルーフスポイラーなどを省略した廉価仕様の特別仕様車「ビークスLセレクション」（エンジンはビークスおよびCXと共通）を発売。さらに「ビークス」同「Lセレクション」にCVT車を設定。
- 2000年（平成12年）
  - 3月 - 先代で人気モデルとなった「クラシック」シリーズを追加。1999年の東京モーターショー参考出品車の市販バージョンで、先代クラシックのイメージを受け継いだ逆三角形のフロントグリルやメッキパーツを多用した外観と、海老茶色のシートや木目調パネルを用いた落ち着いた雰囲気の内装を採用し、先代のメインターゲットだった女性ユーザーの獲得を狙った。ラインアップは基本仕様の「クラシックLセレクション」（エンジンは3気筒SOHC）と上位仕様の「クラシック」（同3気筒DOHC）の2種類。これに伴い従来のラインアップを見直し、基本モデルの「CL」および「CX」をそれぞれ廃止。またビークスはメッキグリルやクリアテールランプの採用、ルーフスポイラーの廃止など外観および内装色をマイナーチェンジし、NA車を「ビークスLセレクション」に統一。ターボ車はFF・4WD共に3気筒ターボを搭載し、14インチアルミホイールと標準サスペンションを装備した「ビークスS」に変更され、これにより4気筒ターボおよびエアロダウン仕様は消滅した。また、全グレード共通の変更点として、従来不評だった後席の居住性が改善され、DVSのオプション設定をFF・4速AT全車に拡大した。
  - 6月 - 特別仕様車「クラシックSエディション」発売。
  - 10月 - マイナーチェンジ。ボディサイドのグレード名ストライプ（ClassicおよびOpti Beex）を廃止。「クラシックLセレクション」を同「Lスペシャル」に名称変更。「クラシック」に13インチアルミホイールを標準化、スポーティー系にブルーリフレクターヘッドランプを採用するなど、装備を見直し。SOHCエンジンの出力向上（45ps→48ps）。4速ATを油圧制御式から電子制御式に変更。
- 2001年（平成13年）
  - 5月 - 特別仕様車「クラシックメモリアルエディション」発売。ムーヴの生産累計100万台達成を記念して、ダイハツの主要な軽自動車に設定されたメモリアルエディションシリーズのひとつ。
  - 10月 - マイナーチェンジ。クラシック系に高級プロテインレザー（合成皮革）シートを採用し、MT車を廃止。「クラシック」を「クラシックLicca with Happy Pappy」に名称変更し、アルミホイールのデザイン変更。スポーティー系は「ビークスLセレクション」を廃止。「ビークスS」に2DINオーディオやABSなどを標準装備し、アルミホイールのデザイン変更（英ミニライト製を廃止）。DOHC・NAエンジンに「TOPAZ触媒」を採用し環境性能向上（軽ガソリンエンジン車では初めて平成12年排出ガス基準値75%低減(☆☆☆・U-LEV)を達成）。SOHCエンジンのトルク向上。
- 2002年（平成14年）
  - 7月[3] - 生産終了。在庫対応分のみの販売となる。
  - 8月[4] - ムーヴを中心とした軽トールワゴンが販売の中心となり販売不振のため販売終了。オプティ2代合計の累計生産台数は21万9803台[5]。既存の5代目（L700型系）ミラに車種統合された。直系の後継車種は存在しないが6代目ミラの上級モデルとなるミラアヴィやスポーティ軽のMAXおよび後発のソニカ、クラシック仕様のミラジーノなどがオプティのコンセプトを引き継いだ。

## 発売当時の価格
- 初代 - 75万8千円（1995年2月 3ドアAd・FF・5MT車）～114万円（1996年5月 5ドアクラシックV・4WD・3AT車）
- 2代目 - 81万6千円（1998年11月 CL・FF・5MT車）～129万9千円（2001年10月 ビークスS・4WD・4AT車）

## 車名の由来
英語のoptimum「最適な」、optimistic「明るく前向きな」を、組み合わせた「明るく前向きで時代に最適なクルマ」という意味である。